# 320-й гаубичный артиллерийский полк
320-й гаубичный артиллерийский Краснознамённый полк резерва главного командования — воинская часть Вооружённых Сил СССР в Великой Отечественной войне. Во время войны существовало два формирования полка.

## 1-е формирование

### История
С момента формирования полка в официальных документах полк именуется по-разному, как 320-й гаубичный артиллерийский полк или 320-й пушечный артиллерийский полк. С 22 июня 1941 года полк именуется только как 320-й пушечный артиллерийский полк.
1-е формирование полка, как 320-й гаубичный артиллерийский полк резерва Главного командования, вошло в состав действующей армии в период с 17-28 сентября 1939 г. Дислоцировался в Киевском особом военном округе, из состава округа исключён директивой Наркома обороны Военному Совету КОВО № 0/2/103684 от 07.02.1940, как убывший в Ленинградский военный округ. Переведён в Агалатово на Карельский перешеек 21 ноября 1939 г. Полк принимал участие в Зимней войне. Находился в составе 19-го стрелкового корпуса (ноябрь-декабрь 1939 года) и в составе 10-го стрелкового корпуса на 31 января 1940 г. Погружен на эшелоны 1-4 апреля 1940 г. в связи с окончанием боевых действий и отправлен в Одесский военный округ, содержался по штату № 08/2 численностью 2818 человек, с артпарком по штату № 08/21 численностью 177 человек.
На 22 июня 1941 года постоянным местом дислокации полка являлась Одесса. Участвовал в приграничных сражениях северо-западнее Кишинёва. 29 июня 1941 г., совместно с 80-м укреплённым районом, получил задачу к 10 июля 1941 г. привести укреплённый район в полную боевую готовность, произведя его доусиление и оборудовав предполье. 2 июля 1941 г. находился в местечке Суклея, 3 июля полк передан в подчинение коменданта укреплённого района для обеспечения в основном рыбнинского направления на рубеже реке Днестр.
На 10 июля 1941 года полк входил в состав 9-й армии, но уже на 15 июля был в составе 28-й армии Фронта резервных армий с задачей обороны рубежа реки Десна где-то в районе от Логачево до Жуковки, далее — Высокое, Сосновка, Синезерки.
02 августа 1941 года получил приказ поддерживать огнём наступление войск 28-й армии Резервный фронт в общем направлении Егоровка, Хмара, Починок в тыл ельнинской группировки противника. Так, 1-й и 3-й дивизионы полка действовали, поддерживая части 149-й стрелковой дивизии из района Постарох, Никулино, Ворошилово с 5:00 3 августа нанести удар в северном направлении с задачей овладеть переправами у Егоровки и в дальнейшем наступать на Починок, обеспечивая правый фланг армии, 4-й дивизион поддерживал части 145-й стрелковой дивизии, 2-й дивизион части 31-го мотострелкового полка. На 6 августа года задача полка была оборонять рубеж Поповка, Холмец, Снопот, Жуковка и одновременно принять участие в организации операции по уничтожению рославльской группировки противника.
14 ноября 1941 года дислоцировался в Высоково, получил задачу поддерживать части 17-й стрелковой дивизии в наступлении на Леоново.
Из оперативной сводки полка № 98 от 14 ноября 1941 года:
«Противник при наступлении наших частей отходит в направлении Марфина, Жукова. Значительного сопротивления не оказывает. Авиацию и артиллерию не применяет».
За этот день произвёл свыше 700 пушечных выстрелов, снаряды падали большей частью на Леоново и Тунаево. 15 ноября был на прежних позициях восточнее Леоново.
В декабре 1941 — январе 1942 года участвовал в общем наступлении войск под Москвой, продолжил наступление на западном направлении, в апреле 1942 вышел в район западнее Медыни.
28 апреля 1942 года преобразован в 17-й гвардейский пушечный артиллерийский полк.

### Подчинение
| Дата       | Фронт (округ)   | Армия               | Корпус | Дивизия | Бригада | Примечания                                              |
| ---------- | --------------- | ------------------- | ------ | ------- | ------- | ------------------------------------------------------- |
| 22.06.1941 | -               | 9-я отдельная армия | -      | -       | -       | -                                                       |
| 01.07.1941 | Южный фронт     | 9-я армия           | -      | -       | -       | -                                                       |
| 10.07.1941 | Южный фронт     | 9-я армия           | -      | -       | -       | -                                                       |
| 01.08.1941 | Резервный фронт | 43-я армия          | -      | -       | -       | с 15.07.1941 в составе 28-й армии Фронт резервных армий |
| 01.09.1941 | Резервный фронт | 43-я армия          | -      | -       | -       | -                                                       |
| 01.10.1941 | Резервный фронт | 43-я армия          | -      | -       | -       | -                                                       |
| 01.11.1941 | Западный фронт  | 43-я армия          | -      | -       | -       | -                                                       |
| 01.12.1941 | Западный фронт  | 43-я армия          | -      | -       | -       | -                                                       |
| 01.01.1942 | Западный фронт  | 33-я армия          | -      | -       | -       | -                                                       |
| 01.02.1942 | Западный фронт  | 43-я армия          | -      | -       | -       | -                                                       |
| 01.03.1942 | Западный фронт  | 43-я армия          | -      | -       | -       | -                                                       |
| 01.04.1942 | Западный фронт  | 43-я армия          | -      | -       | -       | -                                                       |

### Командиры
сентябрь 1939 - майор Сидляр В.Г.
сентябрь 1941 - майор Кузнецов А.А.

### Награды и наименования
| Награда (наименование) | Дата       | За что получена |
| ---------------------- | ---------- | --- |
| Орден Красного Знамени | 21.03.1940 | За образцовое выполнение боевых заданий командования на фронте борьбы с финской белогвардейщиной и проявленные при этом доблесть и мужество (под наименованием «320 пушечный артиллерийский полк») |
|                        | ??.??.1942 | Приказом Государственного Комитета Обороны, за мужество в боях по обороне города Москвы и разгром немцев под Москвой, полку присвоено Гвардейское звание                                           |

## 2-е формирование
Полк сформирован в мае-июне 1942 года, по состоянию на 1 июля 1942 года находился в Московском военном округе, в ноябре 1942 года передислоцирован на Дон, где вошёл в состав 7-й артиллерийской дивизии, в её составе вёл боевые действия до конца войны.
- О боевом пути полка смотри статью 25-я гаубичная артиллерийская бригада
- О боевом пути полка смотри статью 7-я артиллерийская дивизия

### Подчинение
| Дата       | Фронт (округ)            | Армия                 | Корпус | Дивизия                    | Бригада                               | Примечания |
| ---------- | ------------------------ | --------------------- | ------ | -------------------------- | ------------------------------------- | ---------- |
| 01.07.1942 | Московский военный округ | -                     | -      | -                          | -                                     | -          |
| 01.08.1942 | Московский военный округ | -                     | -      | -                          | -                                     | -          |
| 01.09.1942 | Московский военный округ | -                     | -      | -                          | -                                     | -          |
| 01.10.1942 | Московский военный округ | -                     | -      | -                          | -                                     | -          |
| 01.11.1942 | Резерв Ставки ВГК        | -                     | -      | -                          | -                                     | -          |
| 01.12.1942 | Юго-Западный фронт       | 1-я гвардейская армия | -      | 7-я артиллерийская дивизия | -                                     | -          |
| 01.01.1943 | Юго-Западный фронт       | 1-я гвардейская армия | -      | 7-я артиллерийская дивизия | -                                     | -          |
| 01.02.1943 | Юго-Западный фронт       | 3-я гвардейская армия | -      | 7-я артиллерийская дивизия | -                                     | -          |
| 01.03.1943 | Юго-Западный фронт       | -                     | -      | 7-я артиллерийская дивизия | 25-я гаубичная артиллерийская бригада | -          |
| 01.04.1943 | Юго-Западный фронт       | 1-я гвардейская армия | -      | 7-я артиллерийская дивизия | 25-я гаубичная артиллерийская бригада | -          |
| 01.05.1943 | Юго-Западный фронт       | 1-я гвардейская армия | -      | 7-я артиллерийская дивизия | 25-я гаубичная артиллерийская бригада | -          |
| 01.06.1943 | Юго-Западный фронт       | 1-я гвардейская армия | -      | 7-я артиллерийская дивизия | 25-я гаубичная артиллерийская бригада | -          |
| 01.07.1943 | Юго-Западный фронт       | 1-я гвардейская армия | -      | 7-я артиллерийская дивизия | 25-я гаубичная артиллерийская бригада | -          |
| 01.08.1943 | Юго-Западный фронт       | 1-я гвардейская армия | -      | 7-я артиллерийская дивизия | 25-я гаубичная артиллерийская бригада | -          |
| 01.09.1943 | Юго-Западный фронт       | -                     | -      | 7-я артиллерийская дивизия | 25-я гаубичная артиллерийская бригада | -          |
| 01.10.1943 | Юго-Западный фронт       | -                     | -      | 7-я артиллерийская дивизия | 25-я гаубичная артиллерийская бригада | -          |
| 01.11.1943 | 4-й Украинский фронт     | 3-я гвардейская армия | -      | 7-я артиллерийская дивизия | 25-я гаубичная артиллерийская бригада | -          |
| 01.12.1943 | 4-й Украинский фронт     | 3-я гвардейская армия | -      | 7-я артиллерийская дивизия | 25-я гаубичная артиллерийская бригада | -          |
| 01.01.1944 | 4-й Украинский фронт     | 3-я гвардейская армия | -      | 7-я артиллерийская дивизия | 25-я гаубичная артиллерийская бригада | -          |
| 01.02.1944 | 4-й Украинский фронт     | 3-я гвардейская армия | -      | 7-я артиллерийская дивизия | 25-я гаубичная артиллерийская бригада | -          |
| 01.03.1944 | 3-й Украинский фронт     | -                     | -      | 7-я артиллерийская дивизия | 25-я гаубичная артиллерийская бригада | -          |
| 01.04.1944 | 3-й Украинский фронт     | -                     | -      | 7-я артиллерийская дивизия | 25-я гаубичная артиллерийская бригада | -          |
| 01.05.1944 | 3-й Украинский фронт     | -                     | -      | 7-я артиллерийская дивизия | 25-я гаубичная артиллерийская бригада | -          |
| 01.06.1944 | 3-й Украинский фронт     | 5-я ударная армия     | -      | 7-я артиллерийская дивизия | 25-я гаубичная артиллерийская бригада | -          |
| 01.07.1944 | Карельский фронт         | 7-я армия             | -      | 7-я артиллерийская дивизия | 25-я гаубичная артиллерийская бригада | -          |
| 01.08.1944 | Карельский фронт         | 7-я армия             | -      | 7-я артиллерийская дивизия | 25-я гаубичная артиллерийская бригада | -          |
| 01.09.1944 | 3-й Украинский фронт     | -                     | -      | 7-я артиллерийская дивизия | 25-я гаубичная артиллерийская бригада | -          |
| 01.10.1944 | 2-й Украинский фронт     | 46-я армия            | -      | 7-я артиллерийская дивизия | 25-я гаубичная артиллерийская бригада | -          |
| 01.11.1944 | 2-й Украинский фронт     | 46-я армия            | -      | 7-я артиллерийская дивизия | 25-я гаубичная артиллерийская бригада | -          |
| 01.12.1944 | 2-й Украинский фронт     | 46-я армия            | -      | 7-я артиллерийская дивизия | 25-я гаубичная артиллерийская бригада | -          |
| 01.01.1945 | 3-й Украинский фронт     | -                     | -      | 7-я артиллерийская дивизия | 25-я гаубичная артиллерийская бригада | -          |
| 01.02.1945 | 3-й Украинский фронт     | -                     | -      | 7-я артиллерийская дивизия | 25-я гаубичная артиллерийская бригада | -          |
| 01.03.1945 | 3-й Украинский фронт     | -                     | -      | 7-я артиллерийская дивизия | 25-я гаубичная артиллерийская бригада | -          |
| 01.04.1945 | 3-й Украинский фронт     | -                     | -      | 7-я артиллерийская дивизия | 25-я гаубичная артиллерийская бригада | -          |
| 01.05.1945 | 3-й Украинский фронт     | -                     | -      | 7-я артиллерийская дивизия | 25-я гаубичная артиллерийская бригада | -          |

### Командиры
- майор Еськов Андрей Степанович

### Отличившиеся воины полка
| Награда | Ф. И. О.                      | Должность                  | Звание            | Дата награждения | Примечания          |
| ------- | ----------------------------- | -------------------------- | ----------------- | ---------------- | ------------------- |
|         | Абросимов, Иван Александрович | командир взвода управления | младший лейтенант | 24.03.1945       |                     |
|         | Петраков, Иван Фёдорович      | замковый орудия            | красноармеец      | 21.03.1940       | награждён посмертно |
|         | Платов, Михаил Михайлович     | командир радиоотделения    | младший сержант   | 24.03.1945       | -                   |